# Aristokraten (Schweiz)
Die Aristokraten waren die politischen Vertreter der Patrizierfamilien in der Regierungen der Schweiz auf Landes- und auf Kantonsebene. Der als politische Parteibezeichnung verwendete Begriff leitet sich von Aristokratie ab. Er bildete sich in der Französischen Revolution und ist negativ belastet, in dem Sinne, dass die Vertreter der Patrizierfamilien nicht als Aristokraten bezeichnet sein wollten.

## Geschichte
Mit dem Franzoseneinfall in den Jahren 1789 und 1799 war die Herrschaft des Patriziats in der Alten Eidgenossenschaft beendet. Erst 1803 nach dem Ende der Helvetischen Republik konnten sich die Patrizierfamilien und zugewandte Familien in den Regierungen wieder etablieren, wo sie als Aristokraten bezeichnet wurden. Sie dominierten die Regierungen zusammen mit den Liberalen, obwohl sie sich zusammen mit den Föderalisten gegen die neue Verfassung des Landes von 1803 gewehrt hatten. Die Aristokraten verschwanden erst in der Regeneration in den 1830er- und 1840er-Jahren aus den Regierungen.